# 브레인 온 파이어
《브레인 온 파이어》(영어: Brain on Fire)는 캐나다, 아일랜드, 미국에서 제작된 제라드 배럿 감독의 2016년 전기 드라마 영화이다. 클로이 그레이스 머레츠, 제니 슬레이트, 토머스 맨, 타일러 페리, 캐리앤 모스, 리처드 아미티지 등이 출연하였고, 샬리즈 세런 등이 제작에 참여하였다.

## 줄거리
뉴욕 포스트 기자 수재나 캐헤일런은 어느 날부터 정신 이상 증세를 보이더니 발작, 폭력, 긴장증 사이를 오간다. 병원에서 긴 시간을 보내며 양극성 장애, 조현병 등을 의심받던 수재나는 한 의사를 만나면서 희귀질환인 항NMDA수용체뇌염(anti-NMDA receptor encephalitis) 환자로 밝혀진다.

## 출연
- 클로이 그레이스 머레츠 - 수재나 캐헤일런 역
- 제니 슬레이트 - 마고 역
- 토머스 맨 - 스티븐 역
- 타일러 페리 - 리처드 역
- 캐리앤 모스 - 로나 낵 역
- 리처드 아미티지 - 톰 캐헤일런 역
- 나비드 네가반 - 수헬 나자르 의사 역
- 앨릭스 저하라 - 앨런 역
- 젠 매클레인앵거스 - 지젤 역
- 아감 다시
- 재닛 키더

## 기타 제작진
- 배역: 모린 웨브
- 미술: 로스 뎀프스터
- 의상: 파나즈 카키사디그